# Per una lira/Ehi...voi!
Per una lira/Ehi...voi! è il 16° singolo de i Ribelli, pubblicato in Italia nel 1966.

## Tracce
Lato A
1. Per una lira – 2:18 (Lucio Battisti, Mogol)

Lato B
1. Ehi...voi! – 3:10 (testo: Detto Mariano, Don Backy, Gianni Dall'Aglio – musica: Del Gordon) – Cover di "Just a little bit" dei Them